# Лауреаты Сталинской премии в области литературы и искусства (1952)
В 1952 году названы лауреаты премии за 1951 год в Постановлении Совета Министров СССР «О присуждении Сталинских премий в области искусства и литературы за 1951 год» (опубликовано в газете «Правда» 15 марта 1952 года).

## а. Художественная проза
Первая степень — 100 000 рублей
1. Злобин, Степан Павлович — за роман «Степан Разин» (1951)
2. Лацис, Вилис Тенисович — за роман «К новому берегу» (1950—1951)

Вторая степень — 50 000 рублей
1. Василевская, Ванда Львовна — за трилогию «Песнь над водами» («Пламя на болотах», «Звёзды в озере», «Реки горят») (1940—1951)
2. Галан, Ярослав Александрович (посмертно) — за памфлеты из сборника «Избранное» (1951)
3. Дин Лин  — за роман «Солнце над рекой Сангань» (1948)
4. Задорнов, Николай Павлович — за романы: «Амур-батюшка» (1940—1946), «Далёкий край» (1946), «К океану» (1949)
5. Мальцев (Ровинский) Орест Михайлович — за роман «Югославская трагедия» (1951)
6. Стиль, Андре  — за роман «Первый удар» (1951)

Третья степень — 25 000 рублей
1. Ацел, Тамаш  — за роман «Под сенью свободы» (1949)
2. Беляев, Владимир Павлович — за трилогию «Старая крепость» (1937—1951)
3. Брыль Янка (Иван Антонович) — за повесть «В Заболотье светает» (1950)
4. Ерёмин, Дмитрий Иванович — за роман «Гроза над Римом» (1951)
5. Марков, Георгий Мокеевич — за роман «Строговы» (1939—1946)
6. Муратов, Игорь Леонтьевич — за «Буковинскую повесть» (1951)
7. Надь, Шандор  — за рассказ «Примирение»
8. Никулин, Лев Вениаминович (Ольконицкий Лев Владимирович) — за роман «России верные сыны» (1950)
9. Носов, Николай Николаевич — за повесть «Витя Малеев в школе и дома» (1951)
10. Осеева (Осеева-Хмелёва) Валентина Александровна — за 1—2 книги повести «Васёк Трубачёв и его товарищи» (1947—1952)
11. Полторацкий (Погостин) Виктор Васильевич — за книгу очерков «В дороге и дома» (1950) и очерки 1951 года
12. Поповкин, Евгений Ефимович — за роман «Семья Рубанюк» (1947—1950)
13. Чжоу Ли-бо  — за роман «Ураган» (1948)

## б. Поэзия
Первая степень — 100 000 рублей
1. Тихонов, Николай Семёнович — за циклы стихов «Два потока» (1951) и «На Втором Всемирном конгрессе мира» (1950—1951)

Вторая степень — 50 000 рублей
1. Венцлова Антанас Томасович — за сборник стихов «Избранное» (1951)
2. Капутикян Сильва (Сирвард) Барунаковна — за сборник стихов «Мои родные» (1951)
3. Леонидзе, Георгий Николаевич — за поэмы «Бершоула» (1951) и «Портохала» (1951)

Третья степень — 25 000 рублей
1. Гамзатов, Расул Гамзатович — за сборник стихов и поэм «Год моего рождения» (1950)
2. Замятин, Владимир Дмитриевич (посмертно) — за поэму «Зелёный заслон» (1950)
3. Нагнибеда Микола (Николай Львович) — за сборник «Стихи» (1951)
4. Смуул, Юхан (Шмуул Иоганнес Юрьевич) — за сборник «Стихотворения. Поэмы» (1951)

## в. Драматургия
Вторая степень — 50 000 рублей
1. Хэ Цзин-чжи и Дин-Ни  — за пьесу «Седая девушка»

Третья степень — 25 000 рублей
1. Каххар, Абдулла — за пьесу «На новой земле» (1950)
2. Маляревский, Павел Григорьевич — за пьесу «Канун грозы» (1949)

## г. Литературная критика и искусствоведение
Третья степень — 25 000 рублей
1. Брайнина, Берта Яковлевна — за книгу «Константин Федин» (1951)
2. Горчаков, Николай Михайлович — за книгу «Режиссёрские уроки К. С. Станиславского» (1951; 2-е издание)

## д. Художественная кинематография
Первая степень — 100 000 рублей
1. Савченко, Игорь Андреевич (посмертно), сценарист и режиссёр; Демуцкий, Даниил Порфирьевич и Кольцатый Абрам Копелевич (Аркадий Николаевич), операторы; Лятошинский, Борис Николаевич, композитор; Шенгелия, Леван Александрович и Немечек, Борис Константинович, художники; Бондарчук, Сергей Фёдорович, исполнитель заглавной роли (а также исполнитель роли Сергея Тимофеевича Тутаринова в фильме «Кавалер Золотой Звезды»), Переверзев, Иван Фёдорович, исполнитель ролей С. И. Сераковского и кочегара Ивана Ивановича Разина, Кузнецов, Михаил Артемьевич, исполнитель роли солдата Скобелева, — за цветную кинокартину «Тарас Шевченко» (1951) производства Киевской киностудии
2. Райзман, Юлий Яковлевич, режиссёр; Пархоменко, Алексей Иванович, художник; Урусевский, Сергей Павлович, оператор; Чемодуров, Анатолий Владимирович, исполнитель роли Семёна Афанасьевича Гончаренко, Канаева, Кира Константиновна, исполнительница роли Ирины Ивановны Любашевой, Комиссаров, Николай Валерианович, исполнитель роли Фёдора Лукича Хохлакова, Ратомский (Лаптев) Владимир Никитич, исполнитель роли Стефана Петровича Рагулина, Гриценко, Николай Олимпиевич, исполнитель роли Алексея Степановича Артамашова, — за цветную кинокартину «Кавалер Золотой Звезды» (1950) производства киностудии «Мосфильм»

Вторая степень — 50 000 рублей
1. Луков, Леонид Давыдович, режиссёр; Горбатов, Борис Леонтьевич и Алексеев (Розенштейн) Владимир Абрамович, сценаристы; Хренников, Тихон Николаевич, композитор; Пашкевич, Пётр Исидорович, художник; Кириллов, Михаил Николаевич, оператор; Меркурьев, Василий Васильевич, исполнитель роли Сидора Трофимовича Горового, Чирков, Борис Петрович, исполнитель роли Степана Павловича Недоли, Зуева, Анастасия Платоновна, исполнительница роли Евдокии Прохоровны Недоли, Петров, Андрей Алексеевич, исполнитель роли Василия Орлова, — за цветную кинокартину «Донецкие шахтёры» (1950) производства ЦКДЮФ имени М. Горького

Третья степень — 25 000 рублей
1. Раппапорт, Герберт Морицевич, режиссёр; Иванов Сергей Васильевич, оператор; Отс, Георг Карлович, исполнитель роли Пауля Рунге, Рандвийр, Александр Аугустович, исполнитель роли Вао, Терн, Валентина Георгиевна, исполнительница роли Айно, Кивило, Эльмар Хансович, исполнитель роли Семидора, Рауэр-Сиккель, Эви Кустовна, исполнительница роли Рооси, Лаур, Хуго Тынувич, исполнитель роли батрака Сааму, — за цветную кинокартину «Свет в Коорди» (1951), производства киностудии «Ленфильм» и Таллинской киностудии
2. Браун, Владимир Александрович, режиссёр; Чёрный, Михаил Кириллович, оператор подводных и комбинированных съёмок; Тимофеев Николай Дмитриевич, исполнитель роли капитана 3 ранга Ивана Петровича Афанасьева, Гречаный, Александр Васильевич, исполнитель роли мичмана Тараса Фомича Григоренко, — за цветную кинокартину «В мирные дни» (1950) производства Киевской киностудии

## е. Хроникально-документальная кинематография
Вторая степень — 40 000 рублей
1. Коган, Соломон Яковлевич, оператор, — за цветную кинокартину «Советские китобои» (1951)

Третья степень — 20 000 рублей
1. Слуцкий, Михаил Яковлевич, режиссёр; Богдан, Константин Иванович, Кацман, Исаак Соломонович, Марченко, Яков, Григорьевич, операторы, — за цветную кинокартину «Цветущая Украина» (1951)
2. Кимягаров Бенцион Ариевич, режиссёр; Барамыков, Ибрагим Изетуллович, оператор, — за цветную кинокартину «Советский Таджикистан» (1951)
3. Кармен (Корнман) Роман Лазаревич, режиссёр-оператор; Фельдман, Зиновий Львович, Лавров, Владимир Александрович, операторы, — за цветную кинокартину «Советский Туркменистан» (1950)
4. Степанова, Лидия Ильинична, режиссёр; Аранышев, Михаил Фёдорович, Фролов Александр Иванович, операторы, — за цветную кинокартину «Советский Казахстан» (1950)
5. Посельский, Иосиф Михайлович, Мацулевичус Людгард Иосифович, режиссёры; Панов, Иван Васильевич, Старошас Виктор Владимирович (Викторас Владо), операторы; Дварионас Балис Доменикович, композитор, — за цветную кинокартину «Советская Литва» (1952)
6. Чулков, Сергей Фёдорович, Свистунов, Илья Яковлевич, Антонов, Леонид Александрович, режиссёры; Аристакесов, Леон Газарович (Левон Аристакесянц), Пахомов, Василий Никитич, операторы, — за цветной киножурнал «Новости сельского хозяйства» (№№ 1—12, 1951)

## ж. Музыка

### I. Крупные музыкально-сценические и вокальные произведения
Вторая степень — 50 000 рублей
1. Капп, Эуген Артурович — за оперу «Певец свободы» (1950)
2. Шостакович, Дмитрий Дмитриевич — за десять поэм для хора без сопровождения на стихи революционных поэтов (1951)

Третья степень — 25 000 рублей
1. Ашрафи, Мухтар Ашрафович — за кантату «Песнь о счастье» (1951)
2. Левитин, Юрий Абрамович — за ораторию «Огни над Волгой» (1951)

### II. Крупные инструментальные произведения
Вторая степень — 50 000 рублей
1. Мухатов Вели (Велимухамед) — за симфоническую поэму «Моя Родина» (1951)
2. Тактакишвили, Отар Васильевич — за концерт для фортепиано с оркестром (1950)
3. Штогаренко, Андрей Яковлевич — за симфоническую сюиту «Памяти Леси Украинки» (1951)

Третья степень — 25 000 рублей
1. Афанасьев, Леонид Викторович — за концерт для скрипки с оркестром
2. Гаджиев, Ахмед Джевдет Исмаил оглы — за симфоническую поэму «За мир» (1951)
3. Леман, Альберт Семёнович — за концерт для скрипки с оркестром
4. Мазаев, Аркадий Николаевич — за симфоническую поэму «Краснодонцы» (1951)

### III. Произведения малых форм
Вторая степень — 50 000 рублей
1. Сатян, Ашот Мовсесович — за цикл «Песни Араратской долины» (1950)
2. Шапорин Юрий (Георгий) Александрович — за романсы «Под небом голубым», «Заклинание», «Осенний праздник», «Под вечер примолкла война» и обработки народных песен «Ничто в полюшке не колышется», «Бурлацкая песня», «Не одна во поле дороженька»

Третья степень — 25 000 рублей
1. Белый Виктор Аронович (Аркадьевич) — за песни «В защиту мира» (1949) и «Александр Матросов» (1951)
2. Кочуров, Юрий Владимирович — за романсы «Посвящение», «Радость жизни», «Весна», «После дождя», «Любовь», «Родник»
3. Лукин, Филипп Миронович — за песни «Нам счастье Сталиным дано», «Песня о Москве», «Песня молодёжи», «Застольная», «Песня о счастливой дружбе»
4. Старокадомский, Михаил Леонидович — за песни для детей «Под знаменем мира», «Песня о старших братьях», «Песня о зарядке», «Весёлые путешественники»

### IV. Концертно-исполнительская деятельность
Первая степень — 100 000 рублей
1. Захаров, Владимир Григорьевич, художественный руководитель; Казьмин, Пётр Михайлович, художественный руководитель и директор; Устинова, Татьяна Алексеевна, руководитель танцевальной группы; Хватов, Василий Васильевич, руководитель оркестра; Козлова-Владимирова, Анна Ефимовна, Клоднина, Валентина Ефремовна, Прокошина, Александра Васильевна, Подлатова, Мария Ильинична, Зайцева, Мария Петровна, Кузнецова, Екатерина Митрофановна, солистки; Турченков, Иван Степанович, Климов, Андрей Андреевич, Данилина, Александра Николаевна, Москвитина, Мария Ильинична, Сорокин, Пётр Иванович, солисты танцевальной группы ГАРНХ имени М. Е. Пятницкого
2. Моисеев, Игорь Александрович, художественный руководитель; Гальперин, Самсон Семёнович, зав. музыкальной частью и дирижёр; Лаков, Николай Андреевич, гл. художник; Зейферт, Тамара Алексеевна, Карташёв, Иван Дмитриевич, Тимофеева, Лидия Сергеевна, Голованов, Лев Викторович, Мозалевская, Тамара Сергеевна, Аристов, Виктор Петрович, Савин Василий Васильевич, Шишкин, Михаил Семёнович, Конева, Ирина Алексеевна, Лахтионова, Александра Тихоновна, артисты ГААНТ СССР

Вторая степень — 50 000 рублей
1. Гмыря, Борис Романович, певец
2. Рахлин, Натан Григорьевич, дирижёр

Третья степень — 25 000 рублей
1. Баталбекова, Исбат Гайдарбековна, солистка ДГФ имени Т. Мурадова, певица
2. Насырова, Ашура, исполнительница народных танцев
3. Нечепоренко, Павел Иванович, артист ГАРНО имени Н. П. Осипова, балалаечник
4. Шафран, Даниил Борисович, солист МГАФ, виолончелист
5. Чиаурели, Борис Иванович, Хатиашвили, Гиви Владимирович, Бегалишвили, Александр Григорьевич, Барнабишвили, Георгий Кириллович, артисты Государственного квартета Грузинской ССР

## з. Живопись
Первая степень — 100 000 рублей
1. Непринцев, Юрий Михайлович — за картину «Отдых после боя» (1951) (по поэме А. Т. Твардовского «Василий Тёркин»)

Третья степень — 25 000 рублей
1. Грицай, Алексей Михайлович, Ефанов, Василий Прокофьевич, Котляров, Лев Серафимович, Максимов, Константин Мефодьевич, Ставицкий, Борис Викентьевич, Судаков, Павел Фёдорович, Щербаков, Борис Валентинович — за картину «Заседание Президиума Академии наук СССР» и за серию портретов советских учёных

## и. Графика
Третья степень — 20 000 рублей
1. Пророков, Борис Иванович — за рисунки к стихотворениям В. В. Маяковского «Маяковский об Америке», а также за рисунки «Танки Трумэна — на дно!» и «Американские жандармы в Японии»

## к. Скульптура
Первая степень — 100 000 рублей:
1. Мухина, Вера Игнатьевна, Зеленская, Нина Германовна, Иванова, Зинаида Григорьевна, Шадр (Иванов) Иван Дмитриевич (посмертно) — за памятник А. М. Горькому в Москве

Вторая степень — 50 000 рублей:
1. Томский (Гришин) Николай Васильевич — за мраморный бюст Н. В. Гоголя

Третья степень — 25 000 рублей:
1. Мовчун, Пётр Федосеевич — за мраморную скульптурную фигуру В. Г. Белинского
2. Рябинин, Николай Леонидович и Сколоздра, Владимир Иванович — за скульптурную фигуру «Довбуш»
3. Ватагин, Василий Алексеевич — за скульптурные работы на анималистические темы

## л. Архитектура
Вторая степень — 50 000 рублей
1. Щусев, Алексей Викторович (посмертно), архитектор; Корин, Павел Дмитриевич, художник, — за архитектуру станции «Комсомольская—кольцевая» Московского метрополитена имени Л. М. Кагановича

Третья степень — 25 000 рублей
1. Быкова, Надежда Александровна, Таранов, Иван Георгиевич, архитекторы; Опрышко, Григорий Иванович, художник — за архитектуру станции «Белорусская—кольцевая» Московского метрополитена имени Л. М. Кагановича

## м. Театрально-драматическое искусство
Первая степень — 100 000 рублей
1. Кедров, Михаил Николаевич, режиссёр; Топорков, Василий Осипович, исполнитель роли Алексея Владимировича Кругосветлова, Грибов, Алексей Николаевич, Жильцов, Алексей Васильевич, исполнители роли 2-го мужика, Грибков, Владимир Васильевич, исполнитель роли 3-го мужика, Станицын (Гёзе) Виктор Яковлевич, исполнитель роли Леонида Фёдоровича Звездинцева, Коренева, Лидия Михайловна, исполнительница роли Анны Павловны Звездинцевой, Степанова Ангелина Иосифовна (Осиповна), исполнительница роли Бетси, Забродина, Татьяна Андреевна, исполнительница роли Тани, Массальский, Павел Владимирович, исполнитель роли Василия Леонидовича Звездинцева, Кторов, Анатолий Петрович, исполнитель роли Коко, Шишков, Анатолий Григорьевич, исполнитель роли буфетчика Якова — за спектакль «Плоды просвещения» Л. Н. Толстого (1951), поставленный на сцене МХАТ имени М. Горького
2. Андровская (Шульц) Ольга Николаевна и Еланская, Клавдия Николаевна — за выдающиеся достижения в создании спектаклей МХАТ имени М. Горького

Вторая степень — 50 000 рублей
1. Захава, Борис Евгеньевич, режиссёр; Лукьянов, Сергей Владимирович, исполнитель заглавной роли, Алексеева, Елизавета Георгиевна, Андреева, Дина Андреевна, исполнительницы роли горничной Глафиры, Пашкова, Галина Алексеевна, исполнительница роли Александры, Кольцов, Виктор Григорьевич, исполнитель роли Трубача, Русинова, Нина Павловна, исполнительница роли игуменьи Меланьи, Понсова, Елена Дмитриевна, исполнительница роли знахарки Зобуновой, Любимов, Юрий Петрович, исполнитель роли Тятина, Пашкова, Лариса Алексеевна, исполнительница роли Варвары, — за спектакль «Егор Булычов и другие» М. Горького (1951), поставленный на сцене МГАДТ имени Е. Б. Вахтангова
2. Чхартишвили, Арчил Евстафьевич, режиссёр; Сумбаташвили, Иосиф Георгиевич, художник; Закариадзе Серго (Сергей Александрович), исполнитель роли Гигаури, Годзиашвили, Василий Давыдович, исполнитель роли, Анджапаридзе Верико (Вера Ивлиановна), исполнительница роли Дареджан, Кобахидзе Пётр Калистратович, исполнитель роли Вашадзе, Шавгулидзе, Георгий Владимирович, исполнитель роли Никифора, Кванталиани, Акакий Лукич, исполнитель роли Небиеридзе, Омиадзе, Александр Асланович, исполнитель роли Иасе, — за спектакль «Его звезда» И. О. Мосашвили, поставленный на сцене ГрАДТ имени К. А. Марджанишвили

Третья степень — 25 000 рублей
1. Грибаускас Иозас Юргивич, режиссёр; Янкус, Юозас Юргисович, художник; Сипарис, Юозас Винцович, исполнитель роли В. И. Ленина, Рудзинскас, Юозас Пранович, исполнитель роли, Миронайте Моника Петрасовна, исполнительница роли Ольги Симеоновны Буткевич, Каваляускас, Йонас Йонович, исполнитель роли матроса Володьки Шибаева, Зулонас, Пятрас Йонович, исполнитель роли Александра Аполлоновича Рыбалтовского, — за спектакль «Незабываемый 1919-й» В. В. Вишневского, поставленный на сцене ЛитГТД
2. Санников, Константин Николаевич, режиссёр; Дедюшко, Владимир Иосифович, исполнитель роли Макара Филипповича Пытлеваного, Платонов, Борис Викторович, исполнитель роли Ивана Михайловича Тумиловича, Полло, Вера Николаевна, исполнительница роли Павлины, Дроздова, Лилия Степановна, исполнительница роли Насти Вербицкой, Ржецкая, Лидия Ивановна, исполнительница роли Авдотьи Захаровны Вербицкой, — за спектакль «Поют жаворонки» К. Крапивы, поставленный на сцене БелАДТ имени Я. Купалы
3. Товстоногов, Георгий Александрович, режиссёр; Иванов, Вячеслав Вениаминович, художник; Волосов-Мерин, Давид Львович, исполнитель роли, Розанов, Михаил Александрович, исполнитель роли начальника гестапо Бема, — за спектакль «Дорогой бессмертия» Г. А. Товстоногова и В. Г. Брагина, поставленный на сцене ЛДТ имени Ленинского комсомола
4. Медведев, Николай Александрович, режиссёр; Лидер Давид Данилович, художник; Лескова Анастасия Спиридоновна, исполнительница заглавной роли, Южанов (Теохариди) Владимир Александрович, исполнитель роли комиссара Романа Кошкина, Агеев, Евгений Иванович, исполнитель роли матроса Шванди, Баратова, Изабелла Григорьевна, исполнительница роли Павлы Петровны Пановой, — за спектакль «Любовь Яровая» К. А. Тренёва, поставленный на сцене Челябинского ГАТД имени С. М. Цвиллинга
5. Лещёв, Василий Васильевич, исполнитель роли Фёдора Семёновича Фёдорова, Баранова, Екатерина Евгеньевна, исполнительница роли Пелагеи Петровны Русских, Юренева, Розалия Францевна, исполнительница роли Маланьи Тихоновны, Харченко, Николай Иосифович, исполнитель роли Никиты Егоровича Русских, Терентьев, Александр Николаевич, исполнитель роли Петра Фёдоровича Демчинова, Серебряков, Владимир Васильевич, исполнитель роли Егора Семёновича Ерёмина, Байкова, Римма Ивановна, исполнительница роли Даши, — за спектакль «Канун грозы» П. Г. Маляревского, поставленный на сцене Иркутского АДТ имени Н. П. Охлопкова
6. Вагаршян, Вагарш Богданович, режиссёр; Джанибекян (Тер-Хачатрян) Гурген Джанибекович и Ашугян Геворк Александрович, исполнители роли Галумяна, Гулазян, Ольга Николаевна, исполнительница роли, Малян, Давид Мелкумович, исполнитель роли, Егян, Анатолия Бениаминовна, исполнительница роли, — за спектакль «Дерзание» М. Ф. Овчинникова, поставленный на сцене АрмАДТ имени Г. М. Сундукяна
7. Айманов, Шакен Кенжетаевич, режиссёр; Голубович, Василий Васильевич, художник; Бадыров, Капан Уралович, исполнитель заглавной роли, Куанышпаев, Калибек, исполнитель роли Кунанбая, Кожамкулов, Сералы, исполнитель роли Майбасара, Койчубаева, Рахия Рыспаевна, исполнительница роли Зере, Умурзаков, Елеубай, исполнитель роли Дариеш-бая, Букеева, Хадиша, исполнительница роли Ведущей, — за спектакль «Абай» М. О. Ауэзова, поставленный на сцене КазГАТД имени М. О. Ауэзова
8. Поляков, Андрей Константинович, режиссёр; Мяльтон, Александр Харальдович, исполнитель роли В. И. Ленина, Лаар, Александер Аугустович, исполнитель роли, Касук, Арнольд Хугович, исполнитель роли, Тамул, Эло Карловна, исполнительница роли, Лаутер, Антс Михкелевич, исполнитель роли, — за спектакль «Незабываемый 1919-й» В. В. Вишневского, поставленный на сцене театра «Ванемуйне» (Тарту)
9. Галицкий, Владимир Александрович, режиссёр; Марин, Иван Никитович, исполнитель роли Прокопыча, Бунин, Алексей Фёдорович, исполнитель роли, Калиниченко, Василий Иванович, исполнитель роли, Коварская, Мария Ивановна, исполнительница роли, — за спектакль «В Лебяжьем» Д. П. Девятова, поставленный на сцене Тамбовского ДТ имени А. В. Луначарского
10. Киселёв, Юрий Петрович, режиссёр; Архангельский, Николай Александрович , художник; Фомина, Серафима Алексеевна, исполнительница заглавной роли, Чернова, Зинаида Александровна, исполнительница роли бабушки Акулины Ивановны, Начинкин, Василий Никифорович, исполнитель роли деда Василия Васильевича Каширина, Щёголев, Александр Иванович, исполнитель роли дяди Якова, Ткачёв, Павел Дмитриевич, исполнитель роли Григория Ивановича, Быстряков, Алексей Степанович, исполнитель роли Цыганка, Ермолаев, Василий Петрович, исполнитель роли дяди Михаила, — за спектакль «Алёша Пешков» И. А. Груздева и О. Д. Форш, поставленный на сцене СТЮЗ имени Ленинского комсомола
11. Беркун, Илья Моисеевич, режиссёр; Аркадьев (Кудерко) Аркадий Иванович, исполнитель роли Юлиуса Фучика, Голубинский (Тростянский) Дмитрий Михайлович, исполнитель роли Пешека, Максимов, Алексей Матвеевич, исполнитель роли начальника гестапо Бема, Пикторская, Лидия Васильевна, исполнительница роли, Гаврильченко, Юлия Филипповна, исполнительница роли, — за спектакль «Прага остаётся моей» Ю. А. Буряковского, поставленный на сцене Одесского ДТСА
12. Гайдебуров, Павел Павлович, режиссёр и исполнитель заглавной роли, — за спектакль «Старик» М. Горького, поставленный на сцене Крымского ОДТ имени М. Горького (Симферополь)

## н. Оперное искусство
Вторая степень — 50 000 рублей
1. Раудсепп, Кирилл Дмитриевич, дирижёр; Винер, Александр Борисович, режиссёр; Таргама, Тийю Августовна, хормейстер; Куузик Тийт (Дитрих Янович), исполнитель партии Раю, Маазик, Эльза Павловна, исполнительница партии Арму, Пярн, Аугуст Иоханнесович, исполнитель партии, — за оперный спектакль «Певец свободы» Э. А. Каппа (1950), поставленный на сцене ГТОБ ЭССР
2. Самосуд, Самуил Абрамович, дирижёр; Баратов, Леонид Васильевич, Кемарская, Надежда Фёдоровна, режиссёры; Волков, Борис Иванович, художник; Канделаки, Владимир Аркадьевич, исполнитель заглавной партии, Янко, Тамара Фёдоровна, исполнительница партии Евфросиньи, Юницкий, Юрий Павлович, исполнитель партии Степана, Юдина, Татьяна Сергеевна, исполнительница партии, Ценин, Сергей Александрович, исполнитель партии Назара, — за оперный спектакль «Семья Тараса» Д. Б. Кабалевского (1947, 2-я редакция, 1951), поставленный на сцене МАМТ имени К. С. Станиславского и В. И. Немировича-Данченко

Третья степень — 25 000 рублей
1. Бронзов, Иван Лаврентьевич, исполнитель заглавной партии, Козинец, Дмитрий Иванович, Бутков, Борис Григорьевич, Путнев, Владимир Николаевич, исполнители партий, Скоробогатько, Павел Александрович, исполнитель партии Василия Шуйского, — за оперный спектакль «Борис Годунов» М. П. Мусоргского, поставленный на сцене ХАТОБ имени Н. В. Лысенко

## о. Балетное искусство
Вторая степень — 50 000 рублей
1. Гаджибеков, Султан Исмаил оглы, композитор; Алмас-Заде Гамэр Гаджи Ага кызы, балетмейстер; Ниязи (Таги-заде-Гаджибеков Ниязи Зульфугарович), дирижёр; Баташов, Константин Николаевич, исполнитель партии Азада, Кузнецов Юрий Николаевич, исполнитель партии, — за балетный спектакль «Гюльшен» С. И. Гаджибекова, поставленный на сцене АзГАТОБ имени М. Ф. Ахундова (1950)